# Pure Shores
„Pure Shores” (w Stanach Zjednoczonych wydany jako „Pure Shores (Out of Reach)”) – singel brytyjskiego zespołu All Saints, który został wydany 14 lutego 2000 roku przez London Records. Pierwszy singel z albumu Saints & Sinners.

## Lista utworów
- CD singel (14 lutego 2000)[1]

1. „Pure Shores”
2. „If You Don’t Know What I Know” – 4:36
3. „Pure Shores” (The Beach Life Mix) – 4:31
4. „Pure Shores” (2 Da Beach U Don’t Stop Remix) – 5:01

- Płyta gramofonowa (14 lutego 2000)[3]

A1 „Pure Shores” (Cosmos Mix) – 10:03
A2 „Pure Shores” (Da Beach Don’t Stop Remix) – 5:01
B1 „Pure Shores” (Original) – 4:27
B2 „Pure Shores” (Instrumental) – 4:27

## Notowania na listach przebojów
| Kraj/Region       | Lista (2000)    | Najwyższa pozycja | Certyfikat             | Sprzedaż |
| ----------------- | --------------- | ----------------- | ---------------------- | -------- |
| Belgia (Walonia)  | Ultratop 50     | 1                 | złoto                  |          |
| Włochy            | Top 20 Singles  | 1                 |                        |          |
| Wielka Brytania   | Singles Top 100 | 1                 | platyna, złoto, srebro | 775 000+ |
| Irlandia          | Top 50 Singles  | 1                 |                        |          |
| Nowa Zelandia     | Top 50 Singles  | 2                 |                        |          |
| Australia         | Top 100 Singles | 4                 | platyna                |          |
| Norwegia          | Top 20 Singles  | 5                 |                        |          |
| Belgia (Flandria) | Ultratop 50     | 5                 | [ a ]                  |          |
| Finlandia         | Top 20 Singles  | 5                 |                        |          |
| Szwajcaria        | Singles Top 100 | 6                 |                        |          |
| Francja           | Top 100 Singles | 6                 | złoto                  |          |
| Szwecja           | Top 60 Singles  | 10                | złoto                  |          |
| Holandia          | Single Top 100  | 10                |                        |          |
| Austria           | Singles Top 40  | 11                |                        |          |
| Hiszpania         | Top 20 Singles  | 12                |                        |          |
| Niemcy            | Top 100 Singles | 14                |                        |          |